# سیارک ۴۰۱۷
سیارک ۴۰۱۷ (به انگلیسی: 4017 Disneya، نامگذاری:1980DL5) چهار هزار و هفدهمین سیارک کشف شده‌است که در ۲۱ فوریه ۱۹۸۰ کشف شد.
قدر مطلق سیارک برابر ۱۳٫۰۰ است.